# Leytron
Leytron je obec v západní (frankofonní) části Švýcarska, v kantonu Valais. Žije zde přibližně 3 200 obyvatel.

## Geografie

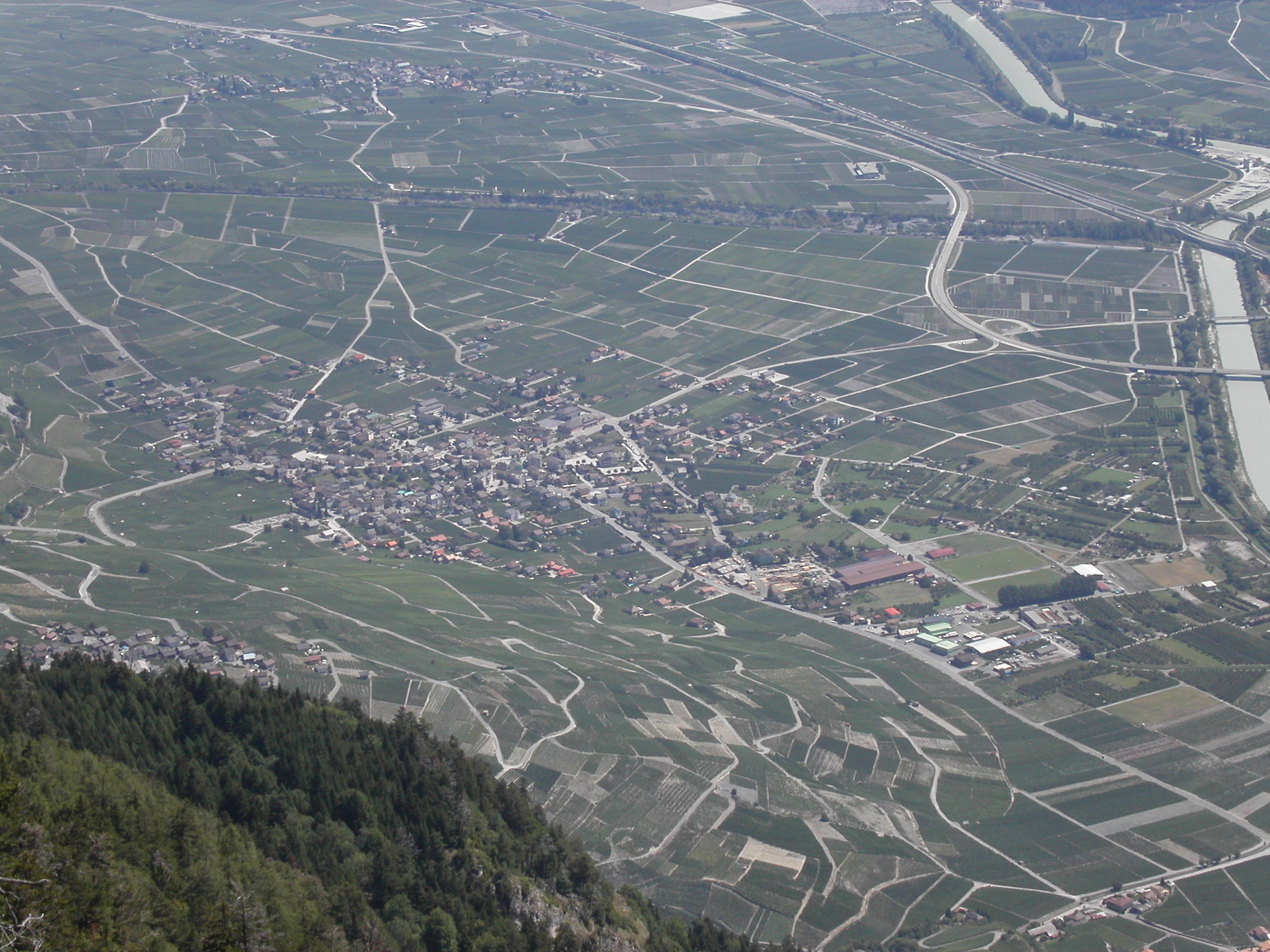
Leytron

Leytron leží na severní straně údolí Rhôny, na půli cesty mezi Sionem a Martigny. Obec Leytron leží na úpatí skalnatého kopce Ardève mezi horskými potoky La Losentse a Salentse.
Obec se skládá z hlavní obce Leytron, rekreačního střediska Ovronnaz a vesnic Produit, Montagnon, Les Places a Dugny. Další bývalé vesnice a usedlosti jako Morthey, Chevalley a Lui Teise jsou dnes součástí Ovronnazu. Sousedními obcemi Leytronu jsou Chamoson na severu a východě, Riddes na jihojihovýchodě, Saillon na jihu, Fully na západě, jihozápadě a severozápadě, exkláva Saillonu na severozápadě a Bex (v kantonu Vaud) na severoseverozápadě.

## Historie

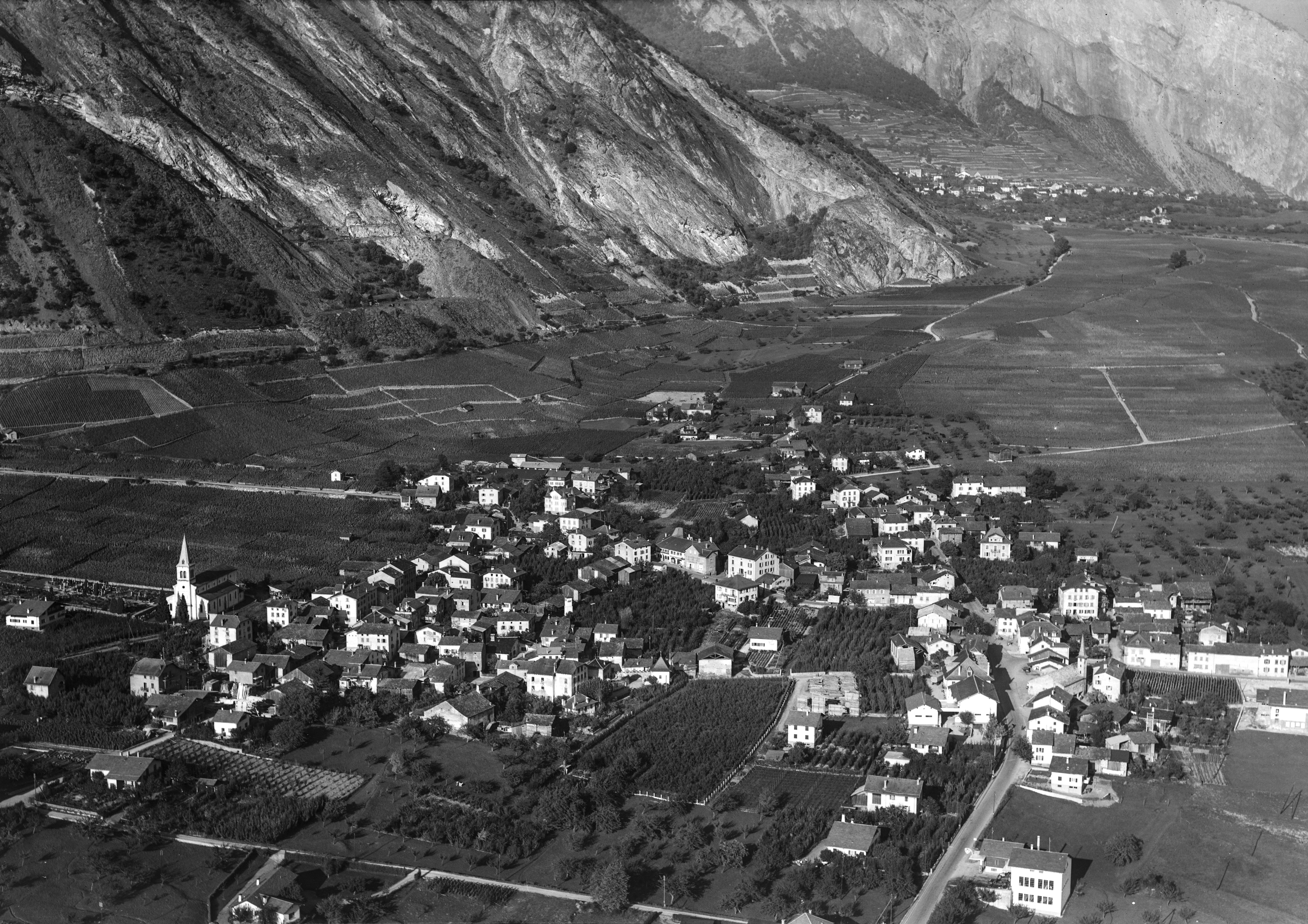
Letecký pohled (1955)

Pohřební nálezy z doby laténské dokládají rané osídlení oblasti Leytronu. Od středověku patřila obec k panství rodu ze Saillonu. Od roku 1130 do roku 1475 patřila obec rodu Savojských. Od roku 1475 do roku 1798 byl Leytron součástí horního Valais, ale vždy byl spravován ze Saillonu. Oddělení od Saillonu následovalo v roce 1820.
V průběhu své historie byl Leytron opakovaně postižen přírodními katastrofami. Například byl několikrát poškozen povodněmi z Rhôny, Salentse a Losentse. V roce 1570 byla obec vážně poškozena sesuvem půdy na řece Ardève.
V roce 1914 byl v Ovronnazu postaven první hotel. Po druhé světové válce byly postaveny první lyžařské vleky a Ovronnaz se od 60. let 20. století rozvíjel z horské pastviny v rekreační středisko.

## Obyvatelstvo
| Rok            | 1798 | 1850 | 1900 | 1950 | 2000 | 2010 | 2012 | 2014 | 2016 | 2020 |
| Počet obyvatel | 421  | 615  | 1073 | 1697 | 2128 | 2703 | 2853 | 3002 | 3135 | 3230 |

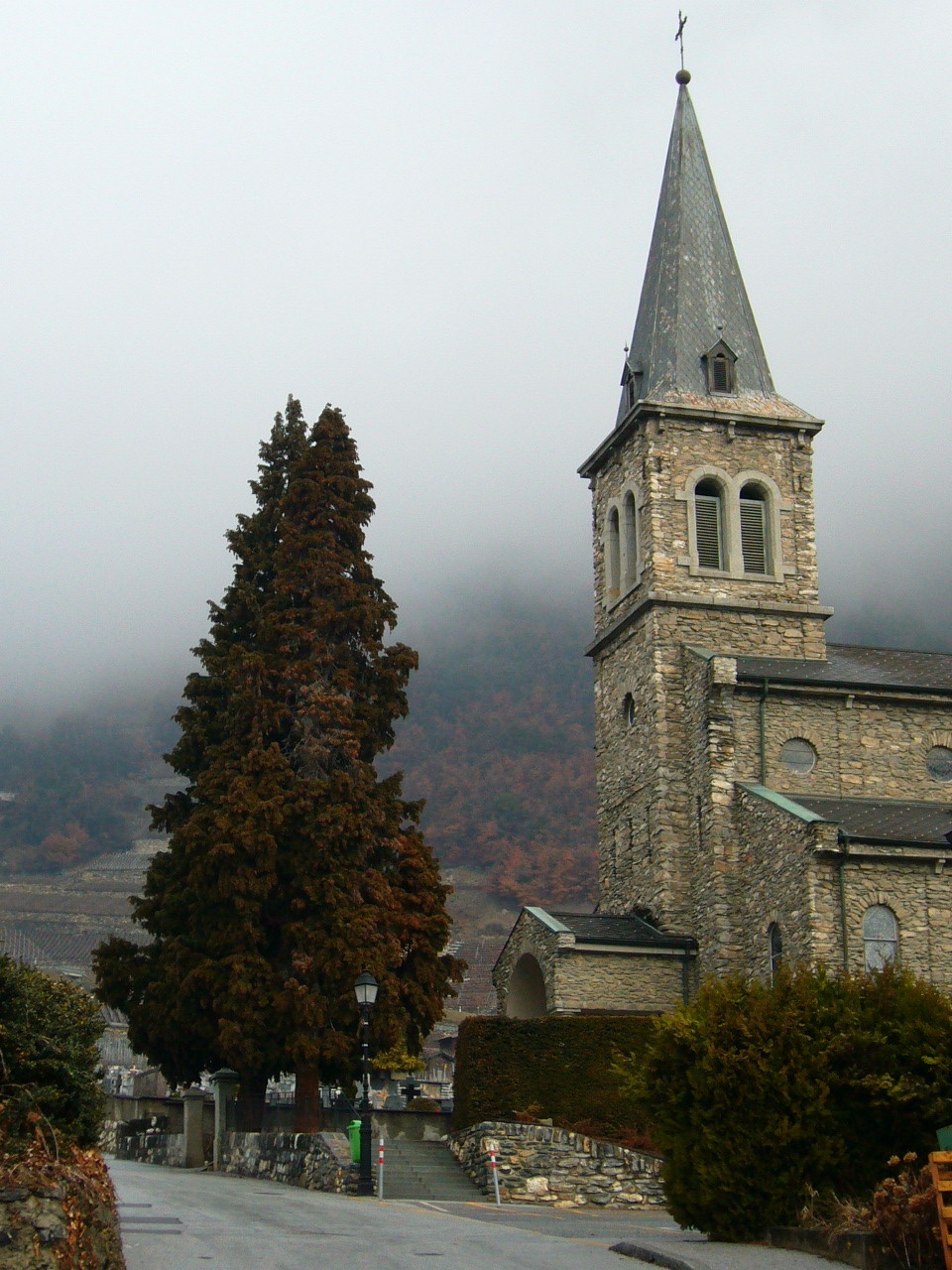
Kostel

Počet obyvatel Leytronu se výrazně zvýšil zejména mezi lety 2000 a 2010 a nadále trvale roste. Většina obyvatel žije v hlavní obci Leytron nebo v Ovronnazu.

## Doprava
Obec nemá železniční stanici. Leytron však leží na trase autobusové linky Sion–Martigny, a je tak spojen s těmito dvěma regionálními centry. Ze železniční stanice Riddes jezdí také autobusová linka přes Leytron, Produit, Montagnon, Les Places a Dugny do Ovronnazu, která zajišťuje spojení veřejnou dopravou do všech sídel v obci.
Leytron má dobrý přístup na dálnici A9 přes exit 24 Riddes. Leytron leží na hlavní silnici 71, která vede z Ardonu do Martigny a spojuje obec se sousedními obcemi Chamoson a Saillon. Hlavní silnice 70 spojuje Leytron s Ovronnazem.